# سرطان التهابی پستان
سرطان التهابی پستان (انگلیسی: Inflammatory breast cancer) یا به اختصار «IBC»، یکی از بدخیم‌ترین انواع سرطان پستان است. این سرطان در هر سنی ممکن است روی دهد (و بسیار به‌ندرت در مردان هم دیده می‌شود). دلیل به‌کاربردن واژه التهابی در عنوان این سرطان، آن است که علائمش شبیه به التهاب پوست است، نظیر آنچه در باد سرخ دیده می‌شود.
سرطان التهابی پستان علائم گوناگونی دارد و اغلب بدون توده یا برجستگی توموری است و در نتیجه در ماموگرافی و سونوگرافی قابل ردیابی نیست. تظاهر شایع این سرطان، تورم سریع پستان، گاهی به‌همراه تغییرات پوستی، شبیه به پوست پرتقال (peau d'orange) و فرورفتگی نوک پستان است. نشانه‌های دیگر شامل قرمزی پوست پستان، خارش مداوم و گرمی پوست پستان است. علائم سرطان التهابی پستان در آغار شبیه به علائم ماستیت (ورم پستان) است. تنها ۵۰٪ تا ۷۵٪ از مبتلایان، این علائم مشخص و نمادین را دارند و در بقیه افراد، علائم غیراختصاصی و ناهمگون است و همین موضوع است که تشخیص این سرطان را مشکل می‌سازد. حتی در برخی بیماران، ترومبوز سیاهرگی حاد، تنها علامت آغازین سرطان التهابی پستان است.
سرطان التهابی پستان درصد کمی از سرطان‌های پستان را تشکیل می‌دهد (۱٪ تا ۶٪ در ایالات متحده آمریکا). سیاهپوستان آفریقایی‌تبار آمریکا در سن کمتری نسبت به زنان سفیدپوست، دچار این نوع سرطان می‌شوند و خطر بروز این بیماری در آنها بیشتر هم هست. پیشرفت‌های اخیر در درمان سرطان، پیش‌آگهی این بیماری را به‌طرز قابل توجهی بهبود بخشیده‌است به طوری که دست‌کم یک سوم از زنان مبتلا به سرطان التهابی پستان، ۱۰ سال یا بیشتر عمر می‌کنند.

## علائم
علائم و نشانه‌های این سرطان بسیار متغیر است و ممکن است به صورت کامل «پنهان» و ناملموس ظهور یابد. شروع ناگهانی بیماری، یکی از تظاهرات معمولی این سرطان است و پستان گاهی یک شبه، متورم و قرمز یا «ملتهب» می‌شود. این سرطان را اغلب با ماستیت (ورم پستان) اشتباه می‌گیرند. تهاجم سلول‌های سرطانی به مجاری لنفاوی که یکی از نشانه‌های اصلی این سرطان است، سبب می‌گردد که تخلیهٔ دستگاه لنفاوی دچار مشکل شود و در نتیجه پستان دچار ورم می‌شود. از آنجایی که پوست پستان توسط «رباط کوپر» در جای خود برقرار می‌ماند، تجمع مایع در درون دستگاه لنفاوی پوست پستان، یک حالت دانه‌دانه و فرورفته شبیه به پوست پرتقال به آن می‌دهد. تودهٔ توموری در انواع دیگر سرطان پستان رایج است و در این نوع سرطان همواره وجود ندارد.
علائم ممکن است شامل این موارد باشد:
- تورم ناگهانی پستان
- تغییرات پوستی روی پستان
- نواحی قرمز با بافتی شبیه به پوست پرتقال
- تورفتگی نوک پستان (ظاهر صاف‌شده) یا ترشح از نوک پستان
- درد پستان
- خارش پستان
- تورم غدد لنفاوی زیر بغل یا گردن
- گرمای غیرطبیعی در پستان مبتلا
- سفت‌شدگی غیرعادی پستان

علائم نادرتر ممکن است شامل این موارد باشد
- تورم بازو
- اندازه پستان به‌جای بزرگ‌شدن، کوچک می‌شود.
- با آنکه تودهٔ غالب در بسیاری از انواع دیگر سرطان وجود دارد، بیشتر سرطان‌های التهابی پستان به‌صورت نفوذ گستردهٔ سلول‌های سرطانی در بافت پستان بدون وجود تودهٔ مشخص تظاهر می‌یابند.
- گاهی ممکن است یک توده با رشد سریع در پستان یافت شود.

بسیاری از بیماران، همهٔ این علائم را ندارند. همچنین لازم نیست که همهٔ علائم بالا موجود باشند تا بگوئیم فردی سرطان التهابی پستان دارد.

## تشخیص
تنها روش قابل اعتماد برای تشخیص این سرطان، بیوپسی تمام ضخامت پوست است. ماموگرافی، ام‌آرآی و سونوگرافی اغلب نشانه‌های مشکوکی را نشان می‌دهند، اما در بیشتر مبتلایان، قادر به تشخیص سرطان التهابی پستان نیستند.
علائم مشخص و نمادین این بیماری تنها در ۵۰٪ تا ۷۵٪ از مبتلایان یافت می‌شود و برخی بیماری‌های دیگر نظیر ماستیت (ورم پستان) و حتی نارسایی قلب ممکن است علائم این سرطان را تقلید کنند.
بهبود موقت علائم یا تغییر در علائم - به‌طور خودبه‌خود یا در پاسخ به مصرف داروها و تغیرات هورمونی - نباید خللی در مراحل تشخیص بیماری ایجاد کند. درمان آنتی‌بیوتیکی یا هورمون پروژسترون در برخی بیماران سبب پسرفت و بهبود موقتی علائم سرطان التهابی پستان می‌گردد.

## مشخصات
سرطان التهابی پستان، نوعی سرطان با درجه بالایی از آنیوپلوئیدی است که در آن جهش ژن پی۵۳، افزایش سطح ئی-کادهرین و عملکرد غیرطبیعی کادهرین دیده می‌شود. این سرطان را نوعی بیماری سیستمیک می‌دانند. بسیاری از مبتلایان این نوع سرطان، تظاهر مشابه «سرطان پستان منفی سه‌گانه» (TNBC) دارند که برخلاف سرطان‌های پستان وابسته به هورمون، در سه سال نخست تشخیص، میزان زیادی از عود بیماری و متاستاز دارند و تعداد کمتری از این عودها و متاستازها نیز، پس از پنج سال رخ می‌دهد.
مشخصهٔ این نوع بیماری، حضورِ سلول‌های سرطانی در بافت لنفاوی زیرجلدی در بیوپسی پوست پستان است. به همین دلیل در تعیین مرحله بالینی، سرطان التهابی پستان همیشه در «مرحله ۳ بی» یا بالاتر قرار می‌گیرد چرا که یک چنین تهاجم موضعی، در پیش‌بینی پیش‌آگهی بیماری نقش دارد.
پژوهش‌هایی که برای یافتن مشخصه‌های زیست‌مولکولی صورت گرفته، چندین نشانگر زیستی مختلف و بالقوه را برای این سرطان معرفی کرده‌است، از جمله پروتئین سرکوب‌گر تومور LIBC و همچنین بیان ژن WISP3. سرطان التهابی پستان از برخی لحاظ شبیه سرطان‌های متاستازدهنده پستان در مراحل پایانی هستند، چه از نظرِ پیش‌آگهی و چه به‌لحاظ استراتژی‌های درمانی و تفاوت‌شان در نحوهٔ ظهور بیماری، علائم و مشخصات سلولی-مولکولی است.
گیرنده‌های استروژن و پروژسترون اغلب در این سرطان یافت نمی‌شود که یکی از دلایل پیش‌آگهی ضعیف این بیماری است. سرطان‌های التهابی پستان قدرت رگ‌زایی فراوانی دارند و مقدار زیادی VEGF و bFGF تولید می‌کنند.
برخی از پروتئین‌ها و مسیرهای پیام‌رسانی مولکولی، خواصی متناقض و متفاوت از آنچه در بافت‌های سالم و انواع سرطان‌های دیگر پستان دیده می‌شود، از خود نشان می‌دهند.
- کاویئولین ۱ و کاویئولین ۲ بیش از حد بیان می‌شوند و در حرکت سلول‌های سرطانی نقش دارند.[۱۲]
- ئی-کادهرین هم بر خلاف آنچه انتظار می‌رود، بیش از حد بیان می‌شود و ممکن است با نوع تهاجمی تومور مرتبط باشد.

افزایش بیان خانواده رو جی‌تی‌پی‌آز که دلیل احتمالی‌اش، افزایش متیلاسیون کاویئولین ۱ و کاویئولین ۲ است. کاویئولین برخلاف انتظار، سبب رشد بیشتر این سرطان خاص می‌شود. یکی از دلایل تظاهر التهاب‌گونهٔ این سرطان، ممکن است افزایش فعالیت مسیر NF-κB باشد.
در سرطان التهابی پستان، معمولاً مسیر گیرنده فاکتور رشد اپیدرمی (EGFR) فعال است و شاید به همین دلیل است که داروهای هدف‌گیرندهٔ EGFR احتمالاً در درمان این بیماری مؤثرند.

## همه‌گیرشناسی
سرطان التهابی پستان در تمامی گروه‌های سنی بالغان یافت می‌شود. با آنکه بیشتر مبتلایان در گروه سنی ۴۰ تا ۵۹ هستند، اما اهمیت سنی در این نوع سرطان کمتر از سایر انواع سرطان پستان است. نرخ کلی بروز ۱٫۳ مورد از ۱۰۰۰۰۰ نفر است که البته در زنان سیاه‌پوست کمی بیشتر (۱٫۶) و در جمعیت زنان آسیای جنوب‌شرقی و اقیانوسیه کمی کمتر (۰٫۷) است.
بسیاری از عوامل زمینه‌ساز سرطان پستان، در مورد این نوع خاص سرطان دیده نمی‌شوند. احتمال دارد که بروز این بیماری به‌طور معکوس با مقدار سال‌های شیردهی در ارتباط باشد.
اینکه آیا التهاب واقعاً در بروز این سرطان نقش دارد یا خیر، موضوع پژوهش‌های جاری است.

## نقش هورمون‌ها
سرطان التهابی پستان حساسیت اندکی به گیرنده‌های استروژن و پروژسترون نشان می‌دهد که یکی از دلایل پیش‌آگهی بد بیماری است. در آن دسته اندکی از سرطان‌ها که به گیرنده استروژن حساسند، درمان با هورمون در ارتقا نتیجه نهایی بیماری مؤثر است.
برخی یافته‌ها حاکی از آن است که فنوتیپ‌های تهاجمی این سرطان دارای بیان زیاد NF-κB هستند که می‌توان آنرا در شرایط آزمایشگاهی با استروژن (و نه تاموکسیفن) بهبود بخشید.

## تعیین مرحله بالینی
هدف از تعیین مرحله بالینی، برنامه‌ریزی درمان هدفمند و همچنین درک بهتر پیش‌آگهی بیماری است. مرحله‌بندی این نوع خاص از سرطان پستان برحسب مشخصات خاصش تنظیم و تعدیل شده‌است. سرطان التهابی پستان در یکی از مراحل زیر تشخیص داده می‌شود:
- مرحله ۳ بی (Stage IIIB) - دست‌کم ۱/۳ از پوست پستان درگیر شده است و سرطان به بافت‌های مجاور نظیر قفسهٔ سینه یا پوست و ماهیچه‌های آن و دنده‌ها دست انداخته‌است. سرطان احتمالاً به غدد لنفاوی موضعی یا زیر بغل پخش شده‌است.
- مرحله ۳ سی (Stage IIIC) - درگیری غدد لنفاوی در مرحلهٔ N3 و بافت پستان ملتهب است.
- مرحله ۴ (Stage IV) - سرطان به سایر اعضای بدن پخش شده‌است. این اعضا ممکن است شامل استخوان‌ها، ریه، کبد یا مغز باشد.[۱۶]

## درمان
از گذشته، انجام جراحی نقش اندکی در درمان سرطان التهابی پستان داشت، چرا که این نوع سرطان، یک نوع بیماری سیستمیک است. اما امروزه با بازنگری نقشِ درمانیِ جراحی، این روش، نقش مهمی در فرایند کلی درمان سرطان التهابی پستان ایفا می‌کند. درمان استاندارد آن است که به محض تشخیص بیمای، فرد مبتلا شیمی‌درمانی گسترده می‌شود. سپس تحت جراحی قرار می‌گیرد و اگر طی آن اثری از بیماری باقی نباشد، پیش‌آگهی خوب است. جراحی بیشتر از نوع «ماستکتومی رادیکال تعدیل‌شده» است. روش‌های دیگر نظیر لامپکتومی، برداشتن موضعی بافت پستان و همچنین ماستکتومی با حفظ پوست پستان، توصیه نمی‌شوند. بازسازی فوری پستان هم توصیه نمی‌گردد. بیمار را نباید فوری و بدون انجام شیمی‌درمانی اولیه، جراحی کرد چرا که «شیمی‌درمانی نئو اَدجوانت» (پیش از جراحی) نتایج بهتری دارد. همچنین توصیه شده‌است که پس از انجام جراحی، همه مبتلایان پرتودرمانی شوند، مگر آنکه ممنوعیتی برای این کار وجود داشته باشد.
به سبب ماهیت تهاجمی این نوع سرطان، اکیداً توصیه می گردد که بیماران نزد متخصصان خاص این سرطان بروند و یک تیم درمانی میان‌رشته‌ای آنها را تحت نظر داشته باشند.
بسیار مهم است که بیماران مبتلا به این سرطان به‌دنبال درمان‌های هدفمند در کارآزمایی‌های بالینی باشند. در سال ۲۰۱۴ گزارش شد که درمان ترکیبی سه تایی با جراحی، شیمی‌درمانی و پرتودرمانی در ایالات متحده آمریکا آنطور که باید، انجام نمی‌شود. پیش‌آگهی بیماری در آنهایی که به هورمون‌ها حساس هستند، تفاوت چندانی با آنهایی که به هورمون حساس نیستند، ندارد. پاسخ کامل پاتولوژیک به شیمی‌درمانی پیش از جراحی نتیجهٔ بهتری از پاسخ کامل پاتولوژیک به درمان جراحی تنها دارد. فقدان پلوئیدی و التهاب شدید پستان در نخستین معاینهٔ پزشکی با پیش‌اگهی بسیار ضعیفی همراه است. در مبتلایان به سرطان پستان که متاستازهای دوردست دارند (مرحله ۴ بیماری) میزان بقا کلی (OS)، در مبتلایان به سرطان التهابی پستان کمتر از سایر انواع دیگر سرطان پستان است.